# Komisja Skarbowa Wielkiego Księstwa Litewskiego
Komisja Skarbowa Wielkiego Księstwa Litewskiego – magistratura rządowa Wielkiego Księstwa Litewskiego I Rzeczypospolitej powołana 1 stycznia 1765 w wyniku postanowień sejmu konwokacyjnego.
Jako organ kolegialny, odpowiedzialny przed sejmem przejęła kompetencje podskarbich wielkiego litewskiego i nadwornego litewskiego, którzy zachowali jedynie przywilej przewodniczenia jej pracom. Otrzymała rozszerzone kompetencje w dziedzinie opieki nad przemysłem, handlem i komunikacją oraz sądownicze w sprawach skarbowych. W jej skład wchodziło 16 (później 9) członków, wybieranych przez sejm, przed którym zobowiązana była składać coroczne raporty ze swojej działalności. 
Od 1775 została podporządkowana Departamentowi Skarbowemu Rady Nieustającej. Sejm Czteroletni połączył ją 28 października 1791 z Komisją Skarbową Koronną w Komisję Skarbową Rzeczypospolitej Obojga Narodów. 31 sierpnia 1792 konfederacja targowicka przywróciła podział komisji. 